# کنیون هاپکینز
کنیون هاپکینز (انگلیسی: Kenyon Hopkins؛ ۱۵ ژانویهٔ ۱۹۱۲ – ۷ آوریل ۱۹۸۳) یک آهنگساز اهل ایالات متحده آمریکا بود.